# Зельоне (Щиценський повіт)
Зельоне (пол. Zielone, нім. Zielonen; 1938-45: Grünflur) — село в Польщі, у гміні Свентайно Щиценського повіту Вармінсько-Мазурського воєводства.
Населення — 28 осіб (2011).
У 1975-1998 роках село належало до Ольштинського воєводства.

## Демографія
Демографічна структура станом на 31 березня 2011 року:
|          | Загалом | Допрацездатний вік | Працездатний вік | Постпрацездатний вік |
| -------- | ------- | ------------------ | ---------------- | -------------------- |
| Чоловіки | 15      | 2                  | 12               | 1                    |
| Жінки    | 13      | 4                  | 6                | 3                    |
| Разом    | 28      | 6                  | 18               | 4                    |